# Мирила (Олт)
Мирила (рум. Mirila) насеље је у Румунији у округу Олт у општини Бобичешти. Oпштина се налази на надморској висини од 136 m.

## Становништво
Према подацима из 2002. године у насељу је живело 672 становника, од којих су сви румунске националности.